# Зайд ібн Мухсін
Зайд ібн Мухсін (араб. زيد بن محسن; нар. 17 грудня 1607 — 6 липня 1666) — шаріф і емір Мекки з 1631—1666 роках (з невеличкою перервою). Засновник клану Зайдідів (Даву-Зайд). Першим серед Хасанідів здійснив перехід від шиїзму до сунізму. Усі наступні шаріфи й еміри Мекки були сунітами.

## Життєпис
Походив з гілки правлячої династії Хасанідів — бану-катада. Син шаріфа Мухсіна ібн Хусейна та наложниці Куват аль-Нуфус. Народився 1607 року в м. Біса (Асір), куди його батько виїхав 1603 року. 1610 року спільно з батько переїхав до Мекки. 1628 року після повалення Мухсіна рушив до Ємену. Залишився в Сані після смерті батька 1629 року.
1631 року повернувся до Мекки на запрошення шаріфа Абдулли ібн Хасана, який призначив Зайда співеміром свого сина Мухаммеда. 1632 року спільно з останнім виступив про єменців на чолі із Кор-Махмудом, до якого долучився Намі ібн Абд аль-Муталіб з Хасанідів. В битві біля Ваді-ель-Біяра шаріфи зазнали поразки, зокрема Мухаммед ібн Абдулла загинув.
Зайд вбн Мухсін втік до Ваді Марр аз-Захран, а звідти до Медіни. Тут отримав підтримку шейхів з навколишніх бедуїнських племен. З загоном став нападати на каравани, що йшли на Мекку. Водночас відправив посланця до Бостанджи Халіл-паши з проханням на допомогу. Натомість отримав від султана Мурада IV підтвердження прав Зайда, а невдовзі до Янбу прибуло 3,5 тис. османських військ. З ними Зайд ібн Мухсін рушив на Мекку, яку зайняв 24 червня 1632 року. 29 липня було захоплено фортецю Турбу (Тарабу), де взято в полон Намі ібн Абд аль-Муталіба. Останнього невдовзі було страчено.
Отримав від султана право на половину доходів від митних зборів порту в Джидді. Багато доклав зусиль для відновлення порядку в Хіджазі. Це було особливо важливо для Османської імперії, оскільки на цей час було остаточно втрачено Єменський еялет. Шаріф Зайд діяв спільно з османським валі Абісинського еялету для захисту земель в Аравії та узбережжя Червоного моря. Водночас домігся визнання свого авторитета племенами хіджазу. При цьому підтримував торгівлю з оазами Неджду та шейхами Асіру. Також здійснив переход з шиїзму, відмовившись від зейдитського мазгабу, оголосивши головним ханафійський.
Помер 1666 року. Було поховано в Аль-Мала в куббі (гробниці) Абу Таліба ібн Хасана.